# ATP Challenger Sapporo
Der ATP Challenger Sapporo (offiziell: Sapporo Challenger) war ein Tennisturnier, das 1986 einmal in Sapporo, Japan, stattfand. Es gehörte zur ATP Challenger Tour und wurde im Freien auf Hartplatz gespielt.

## Liste der Sieger

### Einzel
| Jahr | Sieger        | Finalgegner    | Ergebnis |
| ---- | ------------- | -------------- | -------- |
| 1986 | Toru Yonezawa | Tsuyoshi Fukui | 6:0, 7:5 |

### Doppel
| Jahr | Sieger              | Finalgegner                  | Ergebnis |
| ---- | ------------------- | ---------------------------- | -------- |
| 1986 | Liu Shuwah Ma Keqin | Tsuyoshi Fukui Nobuya Tamura | 7:5, 6:1 |